# San Martino in Strada
San Martino in Strada ist eine Gemeinde mit 3776 Einwohnern (Stand 31. Dezember 2023) in der Provinz Lodi in der italienischen Region Lombardei.

## Ortsteile
Im Gemeindegebiet liegen neben dem Hauptort die Wohnplätze Ca’ de’ Bolli und Sesto.